# Bandiera bianco-azzurro-bianca
La bandiera bianco-azzurro-bianca (in russo Бело-сине-белый флаг, БСБ?) è una bandiera che è diventata un simbolo delle proteste russe contro la guerra nel 2022 in Russia durante la guerra russo-ucraina (invasione russa dell'Ucraina del 2022). La bandiera è stata menzionata per la prima volta su Twitter il 28 febbraio 2022, dopodiché si è diffusa tra le forze di opposizione russe. Secondo gli attivisti, la bandiera è prima di tutto un simbolo di unione delle persone per la pace e la libertà. La bandiera simboleggia la lotta per la pace e la libertà di pensiero. Il rosso, che è associato al sangue e al passato sovietico, è stato sostituito dal bianco pacifico.
È stata anche notata la continuità con la precedente versione della bandiera di Velikij Novgorod. Una delle istituzioni di governo più importanti della Repubblica di Novgorod era la "Camera di Novgorod", che limitava i poteri del principe in contrasto con il Principato di Vladimir-Suzdal'. 

## Standardizzazione di taglia e colore
| Colore  | Bianco      | Azzurro    | Bianco      |
| ------- | ----------- | ---------- | ----------- |
| Pantone | bianco      | 2925C      | bianco      |
| CMYK    | 0,0,0,0     | 100,41,5,0 | 0,0,0,0     |
| RGB     | 255,255,255 | 0,131,214  | 255,255,255 |
| HTML    | #FFFFFF     | # 0083D6   | #FFFFFF     |

## Storia

La bandiera della città di Velikij Novgorod nel 1994-2006

Il primo luogo noto per utilizzare la bandiera bianco-azzurro-bianca è stato il sito web dello stato virtuale della Repubblica  di Novgorod ("Repubblica di Novgorod"), apparso nel 2006 (le prime pagine del sito nell'archivio web risalgono al 2010). La bandiera era basata sull'allora bandiera ufficiale di Velikij Novgorod. Secondo il creatore del sito, il programmatore americano Martin Posthumus, il progetto è stato concepito come un esempio di una storia alternativa in cui le truppe della Repubblica di Novgorod hanno sconfitto le truppe del Granducato di Mosca nella battaglia di Shelon.
In un post del 25 novembre 2013, un utente di LJ Truvor ha menzionato la bandiera bianco-azzurro-bianca di Novgorod "senza lo stemma di Caterina" come "un'ottima scelta per la nostra futura repubblica". Secondo lui, “Novgorod, anche completamente distrutto e calpestato, è un fantasma della vera Russia. L'Orda, che si è appropriata della storia della Russia, sente inconsciamente la minaccia della rivolta della Russia dalla tomba di Novgorod”.
È stato proposto per la prima volta come bandiera alternativa della Russia dall'utente del LiveJournal Andrej Chudinov il 22 agosto 2019. 
In connessione con le proteste contro la guerra, è stato menzionato per la prima volta su Twitter il 28 febbraio 2022 ed è stato ampiamente accettato dalle forze di opposizione. È stato utilizzato nelle proteste contro la guerra a Tbilisi, in Georgia, così come in Germania, a Cipro e a Ekaterinburg, in Russia.
Secondo alcuni attivisti, la principale differenza rispetto alla bandiera russa - la mancanza di una striscia rossa - è un simbolo di protesta, perché rifiuta il culto della guerra, l'espansione militare, mostra una nuova pagina nella storia russa, dove non c'è posto per l'autocrazia, il militarismo, la violenza e il sangue. L'aspetto della bandiera è stato ispirato dai simboli del periodo statale di Velikij Novgorod, che era il centro della Repubblica di Novgorod ed è secondo loro l'unico contendente al titolo di vera democrazia nella storia russa. La somiglianza con la bandiera BCHB richiama un simbolismo speciale. I colori stessi, nella visione dei militanti, caratterizzano la pace, la purezza, la prudenza (il bianco), così come la verità e la giustizia (l'azzurro).

La bandiera di stato della Federazione Russa dal 1991 al 1993

La striscia azzurra centrale è di colore simile alla bandiera russa, utilizzata tra il 1991 e il 1993 durante la prima presidenza di Boris El'cin.
Durante l'invasione russa dell'Ucraina, viene usata come insegna militare della legione filo-ucraina "Libertà della Russia".

## L'opposizione delle autorità
Il 6 marzo 2022, una residente di Mosca, Anna Dubkova, è stata arrestata da un agente di polizia nell'ambito del piano "Intercettazione" a causa della bandiera bianco-azzurro-bianca posta sulla sua auto. Il protocollo afferma che la bandiera è un simbolo di "... proteste contro la guerra diffuse tra le forze di opposizione". Il tribunale ha condannato Anna Dubkova a 15 giorni di carcere ai sensi dell'articolo 19.3 del Codice dei reati amministrativi.

## Galleria d'immagini

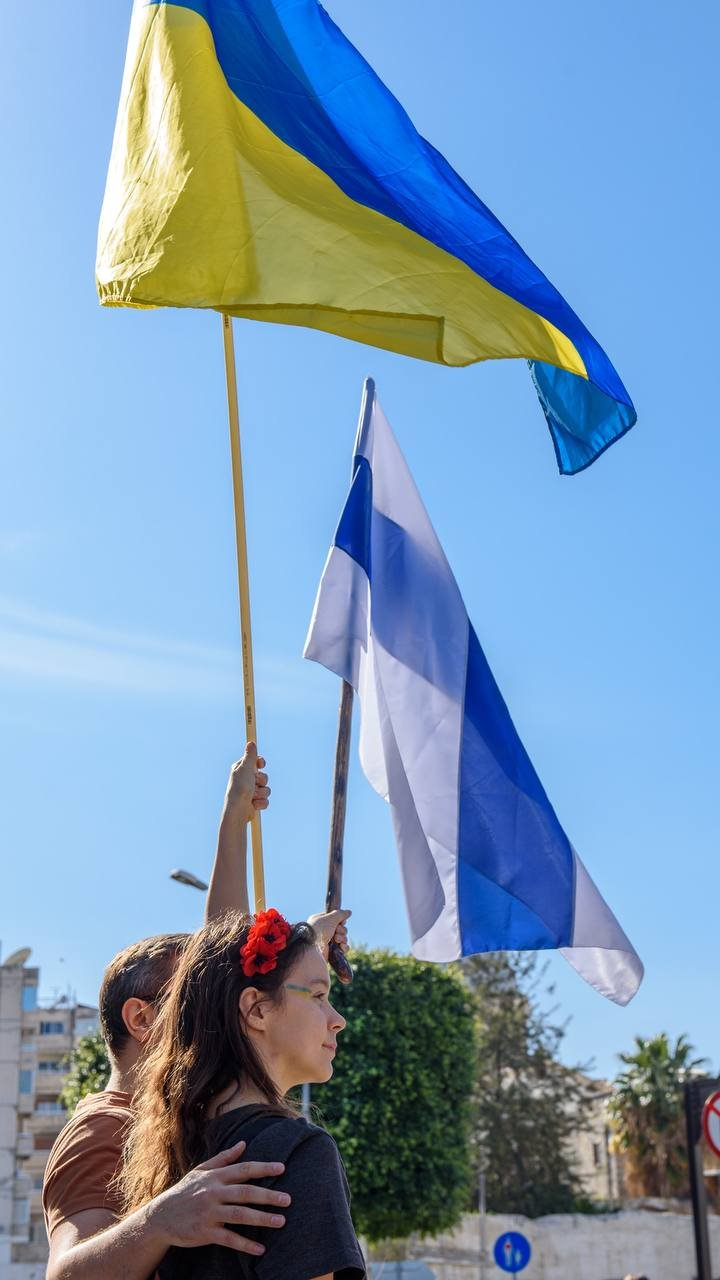
La bandiera di stato dell'Ucraina e la bandiera di protesta russa
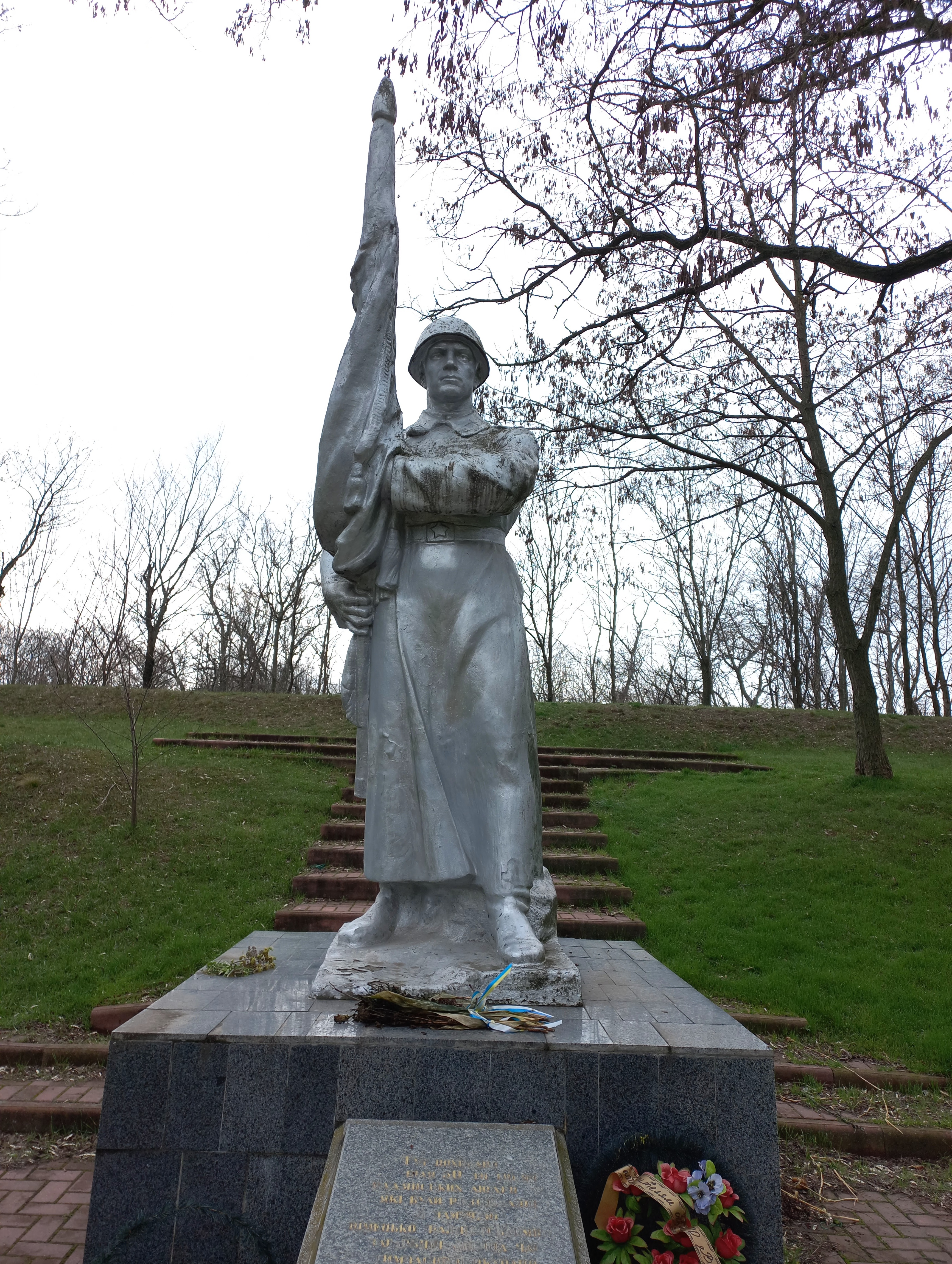
Ai piedi del monumento alle vittime del nazismo, Forte di Sant'Elisabetta (Kropyvnyc'kyj), Ucraina
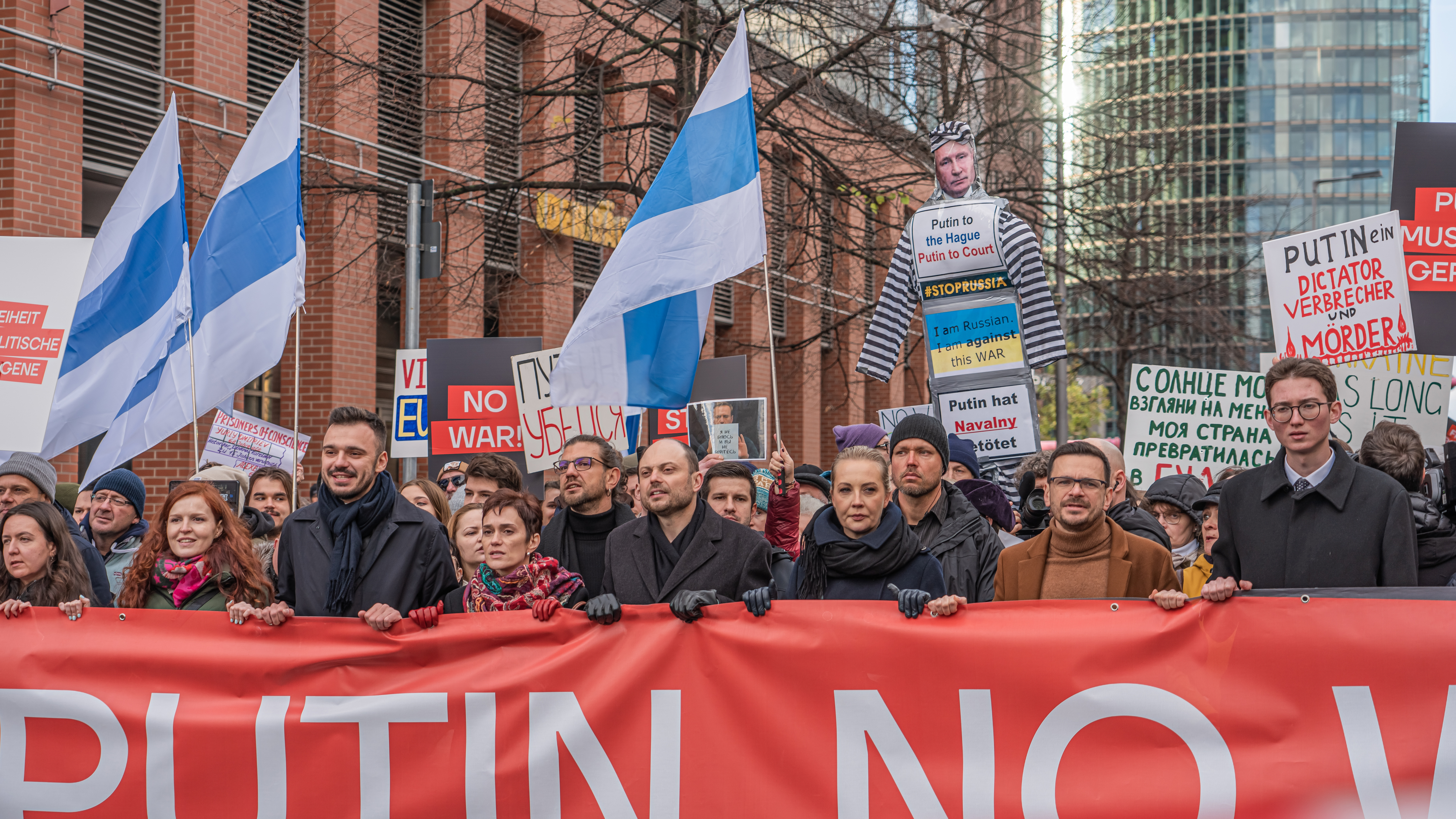
Manifestazione anti-putinista in Germania da parte di esuli russi

## Bandiere simili

Bandiera di Velikij Novgorod 1994–2006
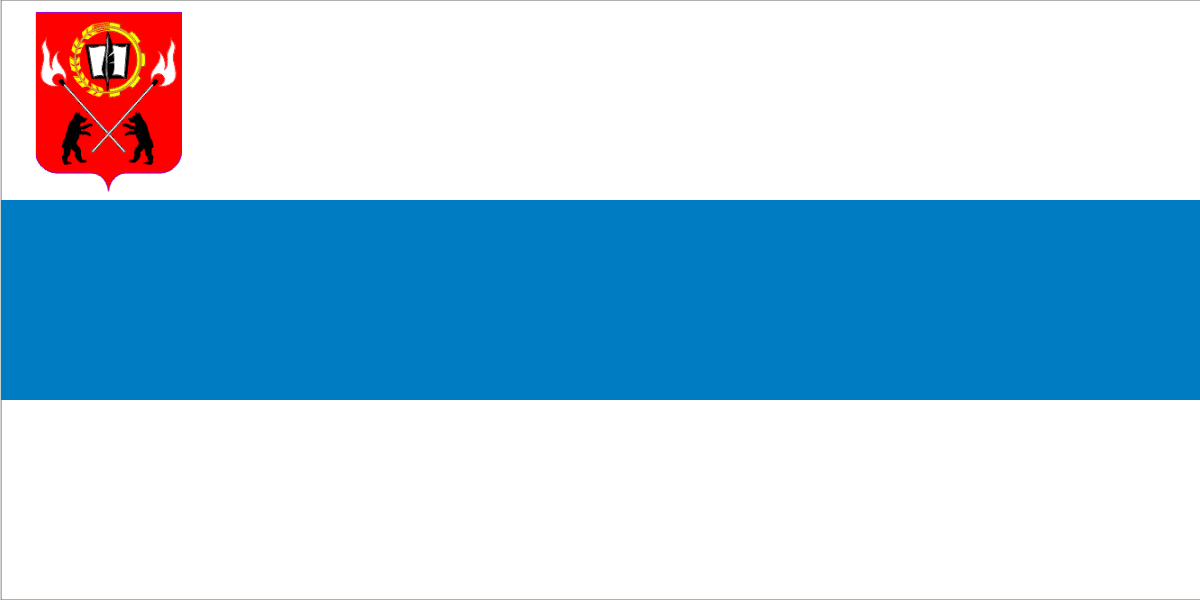
Bandiera del distretto di Chudiv della regione di Novgorod 1997–2008
Bandiera dello stato virtuale di Veishnoria (Operazione Zapad 2017)
Bandiera del cantone svizzero di Zugo